# SAND
La familia de proteínas SAND, descrita en la levadura Saccharomyces cerevisiae (pero también presente en los animales Fugu rubripes, Caenorhabditis elegans, Drosophila melanogaster y Homo sapiens y en la planta Arabidopsis thaliana, según los análisis de bioinformáticos), es una proteína de membrana implicada en la fusión de las vacuolas de levaduras y, en sus homólogos en mamíferos, en el transporte lisosomal de la ruta de endocitosis, en relación con el complejo de proteínas SNARE. En humanos se ha descrito un miembro de esta familia como potencial puerta de entrada para el virus HSV-1 (que provoca herpes simple).